# 布罗萨克
布罗萨克（法語：Brossac，法語發音：[bʁɔsak]）是法国夏朗德省的一个市镇，位于该省西南部，属于干邑区。

## 地理
布罗萨克（45°19'52"N, 0°2'40"W）面积21.84 平方千米，位于法国新阿基坦大区夏朗德省，该省份为法国西部内陆省份，北起德塞夫勒省和维埃纳省，东临上维埃纳省，东南至多尔多涅省，南至多爾多涅省，西接滨海夏朗德省。
与布罗萨克接壤的市镇（或旧市镇、城区）包括：巴尔德纳克、布里苏沙莱、沙蒂尼亚克、吉藏雅尔、帕西拉克、圣瓦利耶。
布罗萨克的时区为UTC+01:00、UTC+02:00（夏令时）。

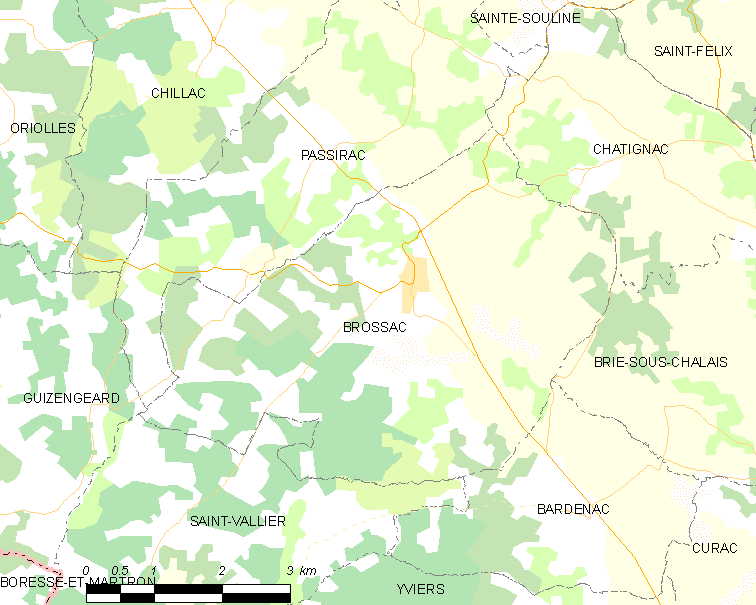
布罗萨克的OSM定位图

## 行政
布罗萨克的邮政编码为16480，INSEE市镇编码为16066。

## 政治
布罗萨克所属的省级选区为夏朗德南县。

## 交通
夏朗德省省道D2线、D7线、D70线、D191线、D195线和D731线经过境内。南部-大西洋欧洲高速铁路也经过境内但未设站点。

## 人口

1962-2008年间布罗萨克人口变化图示

布罗萨克于2022年1月1日时的人口数量为453人。